# Lost Ark
LOST ARK (кор. 로스트아크, букв. «Утраченный ковчег») — клиентская фэнтезийная массовая многопользовательская онлайн-игра (MMORPG) для PC, разработанная Tripod Studio и Smilegate RPG. Выпущена в корейском регионе 4 декабря 2019 года. В российском регионе находится в стадии открытого бета-тестирования (ОБТ) с 27 октября 2019 года, дата релиза не объявлена. Западный релиз состоялся 11 февраля 2022 года. Действие игры происходит во вселенной Акрасия. Геймплей объединяет в себе элементы традиционных Action-RPG и жанр Hack and slash (примеры игр подобного жанра — Diablo, Path of Exile).
На русский язык игра локализована компанией Astrum Entertainment в 2019 году. Издателем проекта в США и Европе выступает Amazon.

## Игровой процесс
Игрок управляет одним персонажем с видом сверху, имитирующим изометрическую проекцию.
В начале игры можно выбрать для персонажа один из шести архетипов — Монах, Воин, Стрелок, Маг, Ассасин, Творец, в каждом доступно несколько классов на выбор. Игрок может исследовать множественные локации и проходить сюжетную кампанию, выполняя задания. Любителям PvE доступны разные типы подземелий. Можно проходить скрытые подземелья, использовать интерактивные объекты, сражаться с боссами с различными механиками боя.
Сторонники PvP могут сражаться на аренах. Кроме того, в гильдийском контенте существуют специальные карты для масштабных баталий, отдалённо напоминающие геймплей MOBA-игр.
Также в игре доступны мирные профессии: игрок может стать собирателем или шахтёром, заготавливать лес, заниматься охотой, рыбалкой или даже археологией.